# Rudy Pankow
Rudy Pankow (Ketchikan, 12 augustus 1997) is een Amerikaans acteur.

## Biografie
Rudy Pankow groeide op in de plaats Ketchikan in Alaska. Nadat hij klaar was op High School werd hij toegelaten op de kookschool. Hij koos er uiteindelijk voor om te verhuizen naar Los Angeles waar Pankow acteerlessen begon te volgen. Pankow speelde enkele kleine rollen in televisieseries, waaronder in de Netflix-productie The Politician. Ook had hij een rol in de muziekclip Thought Contagion van de Britse rockband Muse. Hij deed vervolgens auditie voor de hoofdrol John B voor de serie Outer Banks, maar verkreeg uiteindelijk de rol van J.J. Pankow kreeg ook een rol in de film Uncharted.